# Шахтна гірнича технологія

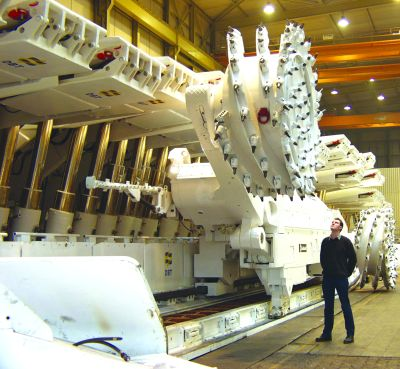
Гірниче обладнання для потужних лав: гідравлічне кріплення, комбайн і конвеєр.

Шахтна гірнича технологія (рос. шахтная горная технология, англ. mining technology; нім. Grubenbergbautechnologie f, Grubenbergbauverfahrenstechnik f, Untertageabbauerfahren n) — наукова дисципліна, що вивчає проблеми шахтного способу розробки родовищ корисних копалин; входить в систему гірничих наук. Предмет Ш.г.т. — експлуатація родовищ корисних копалин підземним способом за допомогою системи гірничих виробок. Ш.г.т. вирішує завдання раціональної виїмки корисних копалин, закладки виробленого простору, кріплення привибійного простору і управління гірничим тиском, транспортування корисних копалин і вмісних порід, що виймаються, вентиляції, водовідливу, комплексного освоєння родовищ, охорони довкілля від шкідливого впливу гірничих робіт. Ш.г.т. пов'язана з геологією, гірничою геомеханікою, гірничим машинознавством, математикою, фізикою, економікою, аеро- і гідродинамікою, екологією і інш. науками.